# Nooristan
Nooristan of Nūristān (ook wel gespeld als Nuristan of Nurestan) (Pasjtoe: 'نورستان) is een van de 34 provincies van Afghanistan.Omdat dit het laatste gebied was waar de bevolking zich tot de Islam zou bekeren, werd en wordt het soms ook wel aangeduid als ´´Kafiristan´: land van de ongelovigen of heidenen.
De provincie ligt in het oosten van Afghanistan, aan de grens tussen Afghanistan en Pakistan. Het wordt begrensd door de provincie Badakhshan in het noorden, Pakistan in het oosten, de provincies Kunar en Laghman in het zuiden en de later tot provincie gepromoveerde, eveneens geïsoleerd gelegen regio Panjshir in het westen. De topografie van de provincie bestaat vooral uit hooggebergte met grote gletsjers en diepe rivierkloven. De hele provincie is uiterst moeilijk bereikbaar, en in de winter vaak geheel ontoegankelijk.

## Beschrijving
De provincie is pas in 2001 ontstaan uit de noordelijke delen van de provincies Laghmān en Kunar. Gelegen op de zuidelijke hellingen van het Hindoekoesj gebergte in het noordoosten van het land omvat Nūristān de beddingen van de Alingâr, Pech, Landai Sin, en Kunar rivieren. De hoofdstad is Parun. De provincie grenst in het noorden aan de provincie Badakhshān, in het westen aan de provincie Kāpīsā, in het zuiden aan de provincies Laghmān en Kunar. Ten oosten ligt de Pakistaanse provincie Pakhtunkhwa die ook wel bekend staat als Afghania.
De belangrijkste steden in Nooristan zijn Kamdech, Asmr, Chigha Saraf, Gousalik en Wama,

## Geschiedenis
Tot in het einde van de 19e eeuw was de regio bekend als Kafiristan. Het woord kafir komt uit het Arabisch en betekent ongelovige. Stan is een Perzisch woord voor land of staat. Die naam wordt verklaard doordat de bewoners, een etnisch losstaande groep van ongeveer 60.000 mensen, een animistisch of hindoe-geloof aanhingen voor hun bekering door de Kunaren tot de islam.
Op een kaart van Afghanistan uit 1890 (schaal 1:20:000:000} met de grenzen volgens de editie uit 1893 van Andrees Handatlas  maakte Kafiristan toen nog geen deel uit van dit toenmalige koninkrijk, evenmin als de Wakhan-corridor, de smalle landstrook tussen het Pamir-gebergte en de Karakoram die de Afghaanse provincie Badakhshan verbindt met de Chinese regio Xinjiang: deze gebieden waren destijds noch door de Afghanen noch door de Verenigd Koninkrijk Britten veroverd en zouden pas later Afghaans grondgebied worden.
Toen de regio werd veroverd door emir Abdoer Rahman Khan in 1895-1896 werd de naam Nooristan, dat Land van Licht betekent, wat volgens sommigen verwijst naar de "Verlichting van de Islam".
Ten tijde van de Sovjet-invasie en -overheersing (1979-1989) was Nūristān het toneel van de meest hevige guerrillagevechten.
Ook in de jaren daarna laaiden er regelmatig gevechten op tussen diverse Afghaanse facties in deze afgelegen en instabiele regio. In het voorjaar van 2011 hadden aan de Taliban gelieerde groepen strategische plaatsen in meerdere districten van Nooristan in hun macht.
Tegenwoordig geldt Nooristan als een van de "N2KL"-provincies (samen met Nangarhar, Kunar en Laghman), het gebied aan de Afghaanse zijde van de Durand Line.

## Bevolking
Het volk der Nooristanen is een van de etnische groepen in de provincie, die oorspronkelijk een eigen taal sprak, het Nooristani. Er wordt aangenomen dat het volk de oorspronkelijke bewoners van de vlakten waren die rond het jaar 700 door de oprukkende islamitische veroveraars in de bergen teruggedreven werden. Het volk zou afstammen van een oude Indo-Iraanse stam, die ooit de regio bevolkte. Tegenwoordig is de taal slechts in dagelijks gebruik bij een steeds kleiner wordend deel van de bevolking. De voertaal is tegenwoordig Pasjtoe, wat ook de officiële taal in Nooristan is. 
De ongeveer 300.000 inwoners bestaan vrijwel uitsluitend uit Nooristanen of Nuristani, met een kleine vertegenwoordiging uit Gujar-, Tadzjiekse en Pashtun-inwoners. De voornaamste beroepen zijn landbouw, veeteelt en dagarbeid. Gedurende de Islamitische Republiek Afghanistan, die in augusus 2021 instortte na het vertrek van de westerse troepen op grond van de Akkoorden van Doha, waren er ongeveer 290 provinciale hulpprojecten, met een geplande kostprijs van bijna 1 miljoen dollar. Hieraan kwam een eind door het opnieuw aan de macht komen van de Taliban en het vertrek van westerse hulpverleners die in de periode 2001-2021 de bescherming genoten van de westere troepen.

### Stammen
Er zijn vijftien Nooristani-stammen met talrijke subgroepen. Vijf talen en talrijke dialecten worden door de Nuristani gesproken. Ze hebben geen al te positieve betrekkingen met andere Afghanen of Pakistani en geen sterke vijandigheid jegens Arabieren. Twee van de grootste stammen, de Kamozi (of Kam) en de Kushtaz, hebben sinds de val van de eerste Talibanarchie in 2001 een reeks onderlinge conflicten gekend. Bovendien hebben door het buitenland gefinancierde Wahhabi-predikers meer dan twintig jaar gewerkt aan het bekeren van de stammen tot hun extemere interpretatie van de islam. De vijftien stammen spreken Dardische talen, die dsdanig divers zijn dat ze vaak onderling onverstaanbaar zijn.  Sinds de verovering door de ‘IJzeren Amir’ Abdell Rahman Khan in 1893 heeft er enige vermenging plaatsgevonden met de Pashtuns, al dan niet gedwongen.

#### Kata (westerse, Nooristani-substam)
Deze stam bevolkt het grootste deel van de districten Daulatshai en Alishing en delen van de districten Alingar, Mehterlam en Qarghayi. Deze stam spreekt twee dialecten van het zogenaamde Kamakata viri.

#### Ashtu (Ashku, Nooristani substam)
Deze andere Nooristani-stam leeft met de Kata in de districten Daulatshai en Alishing.

#### Gujjar
Er is weinig over de nomadische Gujjars bekend. Historici veronderstellen dat Alexander ze aanvankelijk tegenkwam tijdens zijn veldtocht richting India, hoewel deze en ook elke andere theorie over de Gujjars ter discussie blijft. Ze spreken een taal die totaal niets gemeen heeft met welke Indo-Europese taal dan ook, hoewel velen inmiddels lokale talen hebben geleerd voor commerciële doeleinden. Ze zwerven met hun kuddes, meestal runderen, van de hoge Himalaya in India tot de Hindoe Koesj van Afghanistan, hoewel ze nog maar sporadisch in Afghanistan worden aantroffen, omdat Pakistan hun de doorgang naar het land heeft belemmerd en ze het liefst in India houdt. Sommigen van hen in India zijn hindoe, hoewel verder naar het westen velen moslim zijn. Vaak zijn ze te herkennen aan het vermijden van anderen en hun felgekleurde henna-baarden. Ze zijn trots, fel en loyaal. Hun tradities zijn duizenden jaren oud, en ze hebben ze ondanks grote tegenslagen goed in stand gehouden. Ze zijn enigszins verwant aan Noorristanis, alhoewel de exacte precieze band eveneens een onderwerp van speculatie is. Net als bij Nooristanis geeft een onduidelijke genetische achtergrond veel Gujjars een duidelijk Europees uiterlijk, tot en met eveneens blond haar en blauwe ogen.

#### Tadzjieken
De eveneens in Nooristan levende Tadzjieken behoren tot de tweede grootste etnische groep in Afghanistan, na de Pashtuns, en vormen tussen de 25 en 30% van de bevolking. Ze leven doorgaans in gevestigde gemeenschappen, in tegenstelling tot een nomadische levensstijl van andere groepen in Nooristan. Ze zijn van Perzischeafkomst en spreken voornamelijk Dari. De meerderheid van de Tadzjieken zijn soennitische moslims. Tadzjieken vormden in het verzet tijdens de eerste Talibanarchie tot 2001 de meerderheid van de Noordelijke Alliantie, zowel qua lidmaatschap als qua leiderschap (onder anderen de beginseptember vermoorde Ahmad Shah Massoud. De stambanden tussen de Tadzjieken zijn grotendeels verbroken; daarom wordt socale organisatie voornamelijk bepaald door geografie. Ondanks hun gebrek aan samenhang worden de Tadzjieken vaak samengebracht wegens gemeenschappelijke spanningen met de Pashtuns.